# Marilyn Burns

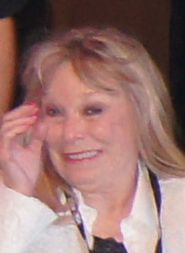
Marilyn Burns (2012)

Mary Lynn Ann Burns, Künstlername Marilyn Burns, (* 7. Mai 1949 in Erie, Pennsylvania; † 5. August 2014 bei Houston, Texas) war eine US-amerikanische Schauspielerin, die vor allem durch ihre Hauptrolle in dem Horrorfilm The Texas Chainsaw Massacre (1974) bekannt wurde.

## Leben
Burns wuchs in Houston auf und studierte Schauspiel an der University of Texas. Eine erste kleine Filmrolle ergatterte sie 1970 in Robert Altmans Nur Fliegen ist schöner als Fremdenführerin.
Internationale Bekanntheit erlangte Burns 1974 durch ihre Hauptrolle als Sally Hardesty in Tobe Hoopers Horrorfilm Blutgericht in Texas (The Texas Chainsaw Massacre), der trotz seines geringen Budgets über die Jahrzehnte zu einem einflussreichen Klassiker wurde. Burns profilierte sich hierin als Scream-Queen und als eines der ersten Final Girls der Filmgeschichte. Anschließend spielte sie in dem Fernseh-Zweiteiler Helter Skelter – Die Nacht der langen Messer das Manson-Family-Mitglied Linda Kasabian. 1977 erfolgte eine zweite Zusammenarbeit mit Hooper, als sie die Hauptrolle in dessen Blutrausch verkörperte. Eine langfristig erfolgreiche Filmkarriere entwickelte sich allerdings nicht. Später wirkte sie nur noch in größeren Zeitabständen an Filmen mit, von denen die meisten ebenfalls dem Horror-Genre zuzuordnen sind. 1994 spielte sie nochmal die Sally Hardesty in einem Kurzauftritt in Texas Chainsaw Massacre – Die Rückkehr, 2013 übernahm sie eine Nebenrolle als Großmutter in Texas Chainsaw 3D.
Burns lebte zuletzt in der Nähe von Houston und arbeitete dort an einem örtlichen Theater. Sie starb im August 2014 in ihrem Haus unerwartet eines natürlichen Todes.

## Filmografie (Auswahl)
- 1970: Nur Fliegen ist schöner (Brewster McCloud)
- 1974: Aus Liebe zu Molly (Lovin' Molly)
- 1974: Blutgericht in Texas (The Texas Chain Saw Massacre)
- 1976: Helter Skelter – Die Nacht der langen Messer (Helter Skelter, Fernseh-Miniserie)
- 1977: Blutrausch (Eaten Alive)
- 1981: Kiss Daddy Goodbye
- 1983: California Kids (Escape from El Diablo)
- 1985: Future-Kill – Die Herausforderung (Future-Kill)
- 1994: Texas Chainsaw Massacre – Die Rückkehr (The Return of the Texas Chainsaw Massacre)
- 2012: Butcher Boys
- 2013: Texas Chainsaw 3D
- 2014: Sacrament
- 2017: In a Madman’s World (posthum erschienen)

## Ehrung
- 2009 wurde sie in die Hall of Fame des Phoenix International Horror & Sci-Fi Film Festivals aufgenommen